# 1246 Chaka
1246 Chaka је астероид главног астероидног појаса. Приближан пречник астероида је 18,11 ,
а средња удаљеност астероида од Сунца износи 2,619 астрономских јединица (АЈ).
Инклинација (нагиб) орбите у односу на раван еклиптике је 16,056 степени, а орбитални период износи 1548,656 дана (4,239 године). Ексцентрицитет орбите астероида износи 0,308.
Апсолутна магнитуда астероида износи 10,90 а геометријски албедо 0,235.
Астероид је откривен 23. јула 1932. године.